# Kein Engel ist so rein (1960)
Kein Engel ist so rein ist eine deutsche Kriminalkomödie von Wolfgang Becker aus dem Jahr 1960.

## Handlung
Weil er aus Eifersucht das Zimmer seiner leichtlebigen Freundin Kitty verwüstet hat, wurde Bankdirektorensohn Konrad zu sechs Monaten Haft verurteilt. Zusammen mit den Einbrechern Bubi und Sepp wird er aus der Haft entlassen. Alle drei haben während der Haft durch den Einfluss des zwielichtigen Rechtsanwalts Dr. Zilinsky Musikinstrumente erhalten und Beatmusik gespielt. Dr. Zilinsky ist in Wirklichkeit der Kopf der Verbrecherbande, zu der auch Bubi und Sepp gehören. Sie planen gemeinsam mit dem Einbruchsspezialisten Micki Flunder, die Bank von Konrads Vater auszurauben. Sie wollen den Tresorraum über einen Tunnel von außen aufbrechen. Der Lärm des Presslufthammers soll durch vor der Bank zum Besten gegebene Jazzmusik übertönt werden. Dr. Zilinsky kann Konrad glaubhaft machen, dass sein Vater vom nun vorbestraften Sohn nichts mehr wissen will. Das Geld, das sie aus der Bank rauben wollen, sei zudem sowieso der Konrad zustehende Erbteil.
In einer Bar lernen die Gauner die junge Therese kennen, die für die Heilsarmee Geld sammelt. Die Männer um Dr. Zilinsky können Therese überreden, während des ersten Jazzkonzerts vor der Bank die Sammlung durchzuführen. Während Therese hofft, so mehr Geld auch von den Jugendlichen zu erhalten, glauben die Gauner, dass ein als Spendenaktion für die Heilsarmee getarntes Konzert von der Polizei nicht aufgelöst werden wird. Der Plan misslingt, als während des Konzerts andere Heilsarmee-Sammlerinnen vorbeikommen und Therese das Sammeln in „unsittlichem“ Rahmen verbieten. Therese wird zudem von der Heilsarmee entlassen und zieht nun bei Dr. Zilinsky, Sepp, Bubi, Konrad und Micki Flunder ein. Unter ihrem Einfluss besuchen Bubi, Sepp und Konrad zum ersten Mal den Sonntagsgottesdienst und bekommen teilweise sogar Skrupel, wenn sie an den Einbruch denken. Die Vorbereitung geht beständig weiter, weil die arglose Therese beim Bankdirektor durchsetzen kann, dass neben der Bank ein Zelt aufgestellt wird. Hier wollen die „Musiker“ Konzerte geben und so für das Waisenhaus Geld sammeln, in dem Therese aufgewachsen ist. Im Hinterbereich des Zelts befindet sich jedoch der Einstieg zum Tunnel, der direkt vor die Tresorraumwand führen soll.
Konrad hat sich in Therese verliebt und will aus dem Geschäft aussteigen. Weil er jedoch einst den Grundriss der Bank für die Gauner gezeichnet hat, besitzt Dr. Zilinsky ein Druckmittel, um ihn zum Schweigen zu bringen. Auch Therese kommt hinter das Geheimnis der Bande, als sie den Tunnel entdeckt. Sie will den Bankdirektor dazu bringen, das Zelt vorzeitig abreißen zu lassen, doch dieser lehnt ab. Konrad geht, von den anderen unbemerkt, zu seinem Vater, der ihn mit offenen Armen empfängt. Konrad weiß nun, dass Dr. Zilinksy ihn belogen hat und nie mit seinem Vater in Kontakt war. Er führt seinen Vater nun zum Zelt und zeigt ihm den Tunnel. Auch Micki Flunder kommt hinzu, der sich gerade heftig mit Konrads Ex Kitty gestritten und deren Wohnung verwüstet hat und nun weiter am Wanddurchbruch arbeiten wollte. Therese lotst unterdessen einen Bagger direkt über den gegrabenen Tunnel. Der Bagger bricht ein und versperrt Konrad, seinem Vater und Micki Flunder nun den Rückweg. Mit Erlaubnis des Bankdirektors nimmt Micki Flunder nun den Wanddurchbruch zum Tresorraum vor. Im Tresorraum wartet wiederum die von Therese alarmierte Polizei und ist erstaunt, als dem Durchbruchsloch als erstes der Bankdirektor persönlich entsteigt. Micki Flunder wird von ihm einen Scheck für seine Arbeit erhalten. Vor der Bank wird er dennoch verhaftet, weil er Kittys Wohnung verwüstet hat. Konrad und Therese werden ein Paar, während Dr. Zilinsky verhaftet wird, als er im Gefängnis mal wieder einigen Sträflingen Musikinstrumente schenken will.

## Produktion
Kein Engel ist so rein wurde von Dezember 1959 bis Januar 1960 in Berlin und den CCC-Studios in Berlin-Spandau gedreht. Das Bankgebäude des Films befand sich auf der Berliner Lützowstraße, andere Außenaufnahmen wurden auf der Genthiner Straße abgedreht. Der Film wurde im Februar 1960 der FSK zur Prüfung vorgelegt. Die kritisierte den Film als in zahlreichen Szenen blasphemisch und forderte zunächst, dass zehn Szenen des Films vor einer Freigabe zu ändern bzw. zu entfernen seien. Bei einer erneuten Aufführung des Films wurden weitere Szenen kritisiert, die „das religiöse Empfinden der breiten Masse [verletzen]“, darunter verschiedene von den Gangstern benutzte Bibelzitate, die „nicht Bestandteil eines Films mit Lustspielniveau sein [können]“. Regisseur Becker ließ daraufhin weitere Schnitte am Film vornehmen, der schließlich von der FSK ab 16 Jahren freigegeben wurde. Kein Engel ist so rein erlebte am 18. Februar 1960 im Gloria-Palast in Frankfurt am Main seine Premiere. Regisseur Becker blieb der Premiere fern, „um auf diese Weise gegen die Verstümmelung des Films durch die Freiwillige Selbstkontrolle zu demonstrieren. Es folgte ein Berufungsverfahren, in dem die FSK im März 1960 zahlreiche der zuvor gestrichenen Stellen wieder freigab.“
Kein Engel ist so rein war der letzte Film von Hans Albers, der noch im Premierenjahr 1960 verstarb. Fred Kraus, der im Film Konrads Vater spielt, ist auch in Wirklichkeit der Vater von Konrad-Darsteller Peter Kraus.
Mehrfach ist im Film das Lied Kriminal-Tango zu hören. Peter Kraus singt zudem Doll-Doll-Dolly.

## Kritik
Der film-dienst nannte Kein Engel ist so rein eine „Gaunerkomödie, trotz belustigender darstellerischer Beiträge etwas verkrampft und bisweilen taktlos.“